# アリーヌ・バタイエ
アリーヌ・バタイエ（Aline Batailler、 1965年10月26日- ）はフランスの柔道選手。階級は72kg級。

## 人物
1988年のフランス国際72kg級で優勝した。1989年のヨーロッパ選手権で3位になると、フランス語圏競技大会では優勝を飾った。世界選手権では銅メダルを獲得した。

## 主な戦績
- 1986年 - ドイツ国際　3位
- 1988年 - フランス国際　優勝
- 1989年 - オランダ国際　優勝
- 1989年 - ヨーロッパ選手権　3位
- 1989年 - フランス語圏競技大会　優勝
- 1989年 - 世界選手権　3位
- 1991年 - フランス国際　2位
- 1991年 - オーストリア国際　優勝
- 1991年 - 福岡国際　3位